# Immundominanz
Immundominanz (englisch immunodominance) bezeichnet das Phänomen, dass im Zuge einer adaptiven Immunantwort manche Teile eines Pathogens eine stärkere Immunreaktion auslösen als andere. Daher ist nach einer Impfung oder einer überstandenen Infektion nur für manche, aber pathogentypische Epitope eine Immunreaktion nachweisbar.

## Prinzip
Eine Immundominanz kann in Epitopen auftreten, die von B-Zellen und von T-Zellen erkannt werden. Sie dient der Konzentration einer Immunantwort auf einige wenige Epitope eines Pathogens. Die Epitope werden durch eine Epitopkartierung ermittelt. Die Dominanz eines präsentierten Epitops ist unter anderem von der Affinität der Bindung zwischen Epitop und MHC, der Affinität der Bindung zwischen Epitop und T-Zell-Rezeptor bzw. B-Zell-Rezeptor und von der vorangehenden Proteolyse der Antigene in die einzelnen Epitope abhängig. Je besser das Epitop auf das jeweilige MHC passt und je mehr MHC-gebundene Epitope auf einer Zelle präsentiert werden, desto stärker wird die folgende Immunreaktion. Die vorangegangenen Immunreaktionen haben einen Einfluss auf die immundominanten Epitope, beschrieben als Antigenerbsünde.

### Humorale Immundominanz
Epitope für die humorale Immunantwort werden von MHC II auf professionellen antigenpräsentierenden Zellen präsentiert und von CD4-positiven T-Helferzellen gebunden, worauf die Bildung von Antikörpern verstärkt wird. Im Blut und in der Lymphe zirkulierende Antigene können auch direkt von Antikörpern oder vom B-Zell-Rezeptor gebunden werden, was ebenfalls die Antikörperproduktion in B-Zellen verstärkt. MHCII-präsentierte Epitope sind extrazellulären Ursprungs, dabei werden die Antigene von einer antigenpräsentierenden Zelle per Endozytose aufgenommen und von endosomalen und lysosomalen Proteasen wie Furin und Cathepsine in kurze Peptide zerlegt, von denen einige an MHCII binden können und dann an die Zelloberfläche zur Präsentation exozytiert werden. Die Affinität der Bindung des Epitops an das MHCII hängt von dem jeweiligen MHCII-Subtyp ab, während der an das Epitop bindende Teil (Paratop) des Antikörpers variabel ist und für eine bessere Bindung an das Epitop angepasst wird.

### Zelluläre Immundominanz
Epitope für die zelluläre Immunantwort werden von MHC I auf antigenpräsentierenden Zellen präsentiert und von CD8-positiven zytotoxischen T-Zellen gebunden, worauf die präsentierende Zelle lysiert wird. MHCI-präsentierte Epitope entstammen überwiegend aus dem Zellinneren. Sie werden unter anderem vom Proteasom zerlegt, über den Antigenpeptid-Transporter ins endoplasmatische Retikulum eingeschleust, binden an MHCI und werden an die Zelloberfläche sezerniert. Menschen haben jeweils einen individuellen Satz der verschiedenen MHC-Varianten (HLA) und alle Varianten haben unterschiedliche Bindungsvorlieben für Epitope. Dadurch kann ein Epitop in manchen Menschen mit entsprechend gut bindendem HLA-Molekül eine starke Immunantwort induzieren, in anderen Menschen ohne gut bindende HLA dagegen nicht. HLA-Moleküle des Typs B präsentieren tendenziell eine größere Spannbreite an unterschiedlichen Peptiden als HLA-A-Moleküle. Das Paratop des T-Zell-Rezeptors ist variabel. Die Avidität des variablen Teils des T-Zell-Rezeptors zu seinem Epitop bestimmt die Menge an in Folge gebildeten zytotoxischen T-Zellen. Eine zu hohe Avidität für ein Epitop kann jedoch in der zytotoxischen T-Zelle zur Apoptose führen.